# Jean Onana
Jean Emile Junior Onana Onana (* 8. Januar 2000 in Yaoundé) ist ein kamerunischer Fußballspieler. Er steht bei Besiktas Istanbul in der türkischen Süper Lig unter Vertrag.

## Karriere

### Verein
Onana begann seine fußballerische Karriere in der Nkufo Academy in Kamerun. Im Winter 2019 wurde er zunächst an den Leixões SC in Portugal verliehen. Am 3. März 2019 (24. Spieltag) debütierte er dort in der Segunda Liga gegen die Académico Viseu nach Einwechslung. In der Folgesaison spielte er nur noch für die Zweitvertretung, wofür er 22 Mal auflief und einmal traf.
Ende Januar 2020 wechselte er für zwei Millionen Euro zum OSC Lille nach Frankreich. Sein erstes Spiel für seinen neuen Arbeitgeber bestritt er am 16. Februar 2020 (25. Spieltag) in der Startelf bei einer Niederlage gegen Olympique Marseille. Für die gesamte Spielzeit 2020/21 wurde er an den belgischen Erstligisten Royal Excel Mouscron verliehen. Gegen Royal Antwerpen stand er am 8. August 2020 (1. Spieltag) die vollen 90 Minuten auf dem Platz und gab somit sein Debüt für seinen Leihverein. Vier Monate später schoss er bei einem 3:1-Sieg über K Beerschot VA sein erstes Tor im Profibereich. Insgesamt spielte er für Mouscron während seiner Leihe 28 Mal, wobei er zwei Tore schoss.
Nach seiner Rückkehr wechselte er zum Ligakonkurrenten Girondins Bordeaux, die zwei Millionen Euro für den Kameruner bezahlten. Gegen den RC Lens schoss er bei seinem Debüt seinen ersten Treffer, als er über die volle Spielzeit spielte, sein Team jedoch 2:3 verlor. Im September 2022 verließ er Bordeaux wieder und wechselte zum RC Lens.
Zur Saison 2023/24 wechselte er zum türkischen Spitzenklub Beşiktaş Istanbul, von wo er im Januar 2024 bis Ende der Saison an Olympique Marseille verliehen wurde. Ende Januar 2025 wechselte Onana per Leihe in die italienische Serie A zum CFC Genua.

### Nationalmannschaft
Am 9. Oktober 2020 debütierte er in einem Freundschaftsspiel gegen Japan für die kamerunische A-Nationalmannschaft.